# Spilosoma butti
Spilosoma butti är en fjärilsart som beskrevs av Rothschild 1910. Spilosoma butti ingår i släktet Spilosoma och familjen björnspinnare. Inga underarter finns listade i Catalogue of Life.